# Musée de la Rose (Grisy-Suisnes)
Le Musée de la Rose se situe dans l'ancienne gare de Grisy-Suines en Seine-et-Marne.
Ce musée est consacré à l'histoire de la région qui a longtemps été influencée par la culture de la rose.
Le musée présente notamment l'influence de personnalités de la commune sur le développement de la culture de la rose. Parmi ces personnalités, il y a par exemple Louis-Antoine de Bougainville (1729-1811) et Christophe Cochet (1777-1819).
Le musée dispose d'une roseraie de 1 700 m2.